# August Gottlieb Meißner

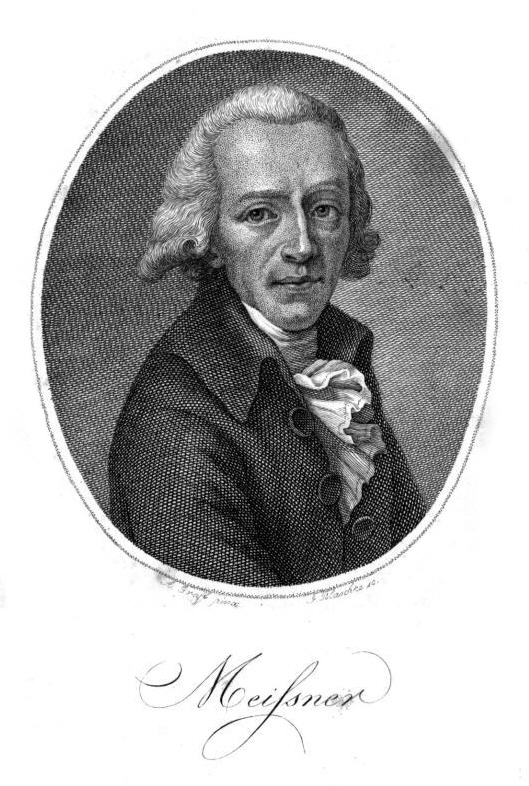
August Gottlieb Meißner

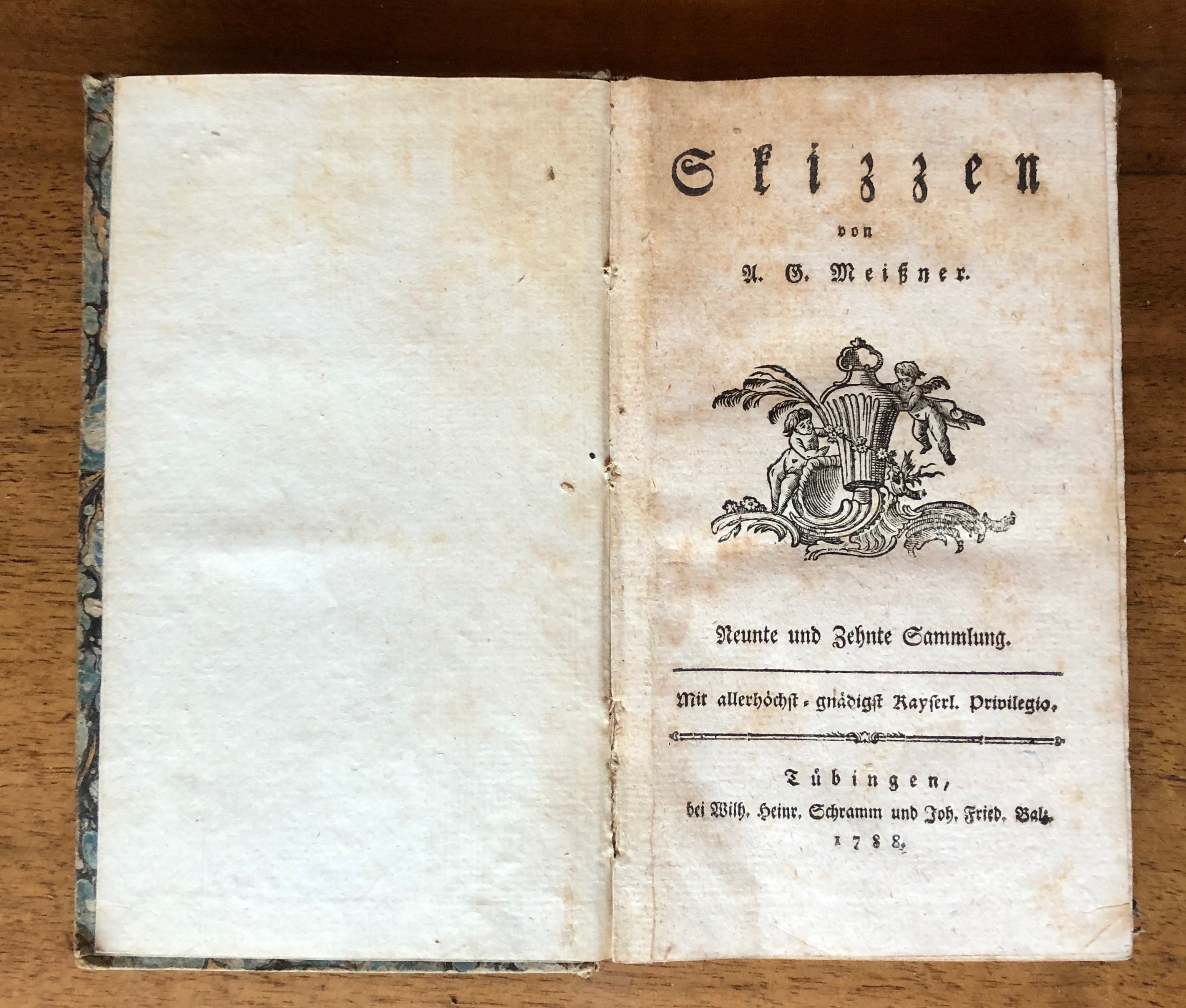
Skizzen 1788

August Gottlieb Meißner (* 3. November 1753 in Budissin, Markgraftum Oberlausitz; † 18. Februar 1807 in Fulda) war ein deutscher Universitätsprofessor und Schriftsteller der Aufklärung. Er gilt als einer der Begründer der deutschsprachigen Kriminalerzählungen.

## Leben
Meißners Vater († 1761) war Regierungsquartiermeister. Von 1764 bis 1772 besuchte er die Schule in Löbau, absolvierte ab dem 18. September 1772 ein Studium der Rechtswissenschaften an der Universität Wittenberg und wechselte 1774 an die Universität Leipzig, wo er 1776 seine Studien abschloss. Bereits während seiner Studienzeit entdeckte er seine Vorliebe für Theater und Poesie. Auf Drängen seiner besorgten Mutter gab er diese künstlerischen Ambitionen zunächst auf und ging als Kanzleimitarbeiter nach Dresden. Hier wurde er Mitglied im Bund der Freimaurer; später trat er auch dem Illuminatenorden bei.
Nachdem er 1785 eine Reise durch Österreich unternommen hatte, erhielt er am 26. November 1785 als Nachfolger von Karl Heinrich Seibt eine Professur für Ästhetik und klassische Literatur an der Universität Prag.  Er setzte sich für die Förderung der deutschen Sprache an den Universitäten ein und förderte das Anliegen der Aufklärung eine weiterführende Bildung der Bevölkerung zu ermöglichen. In Prag war er Herausgeber der Zeitschrift „Apollo“ und übersetzte Werke der französischen und klassischen Literatur in die deutsche Sprache. Zu seinen Prager Schülern zählte der Schriftsteller Wenzel Mathias Kramerius (1759–1808).
Er ging nach 20 Jahren 1805 nach Fulda, wo er Nassauischer Konsistorialrat und Direktor des Gymnasium illustre wurde, verstarb jedoch schon nach zwei Jahren.

## Familie und Angehörige
Aus seiner 1783 mit der Hofratstochter Johanna Becker geschlossenen Ehe gingen mehrere Kinder hervor. Seine Tochter Bianca vermählte sich in zweiter Ehe mit Johann Gottlob von Quandt. Der Dichter Alfred Meißner ist sein Enkel.

## Literarisches Werk und Bedeutung

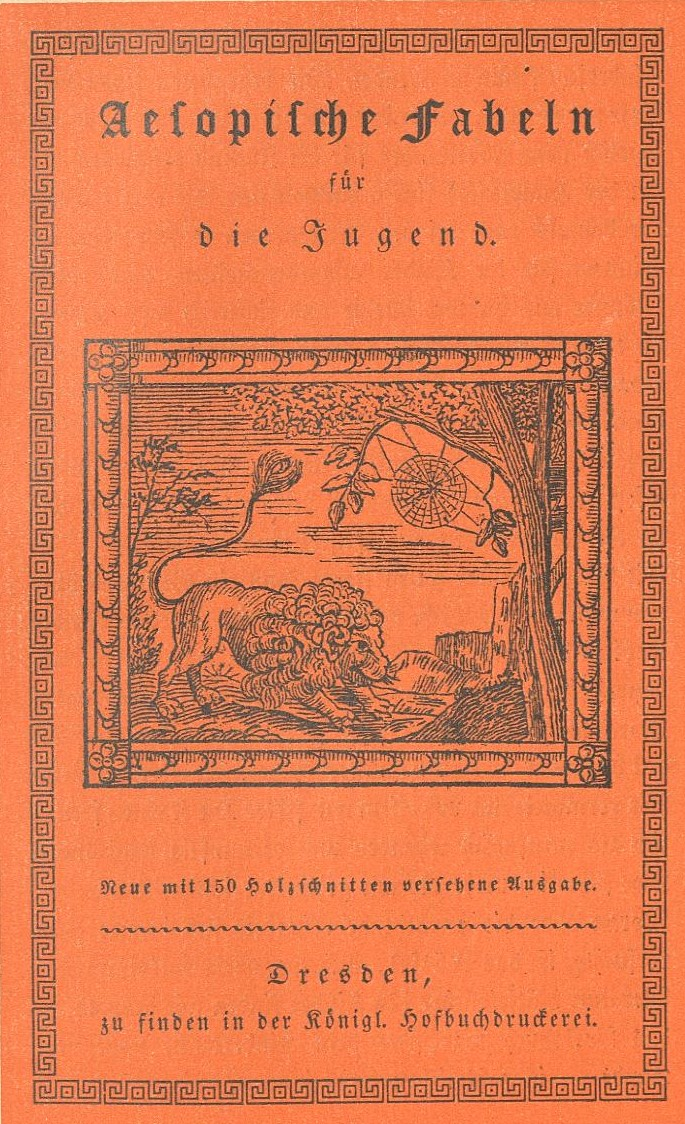
Aesopische Fabeln für die Jugend, um 1800

Sein literarisches Debüt gab August Gottlieb Meißner 1776 mit dem Text zur komischen Oper Das Grab des Mufti oder die zwei Geizigen, die am 17. Januar 1779 von Johann Adam Hiller in Leipzig uraufgeführt wurde. Auch verfasste er weitere Libretti zu Operetten und Singspielen.
In seinen umfangreichen Publikationen zeigte er sich als Gegner der Romantik und wurde bekannt als Autor von unterhaltenden historischen Romanen. Zum Beispiel: Johann von Schwaben, 1780; Alkibiades, 1781–1788; Bianca Capella, 1785 und Masaniello 1784.
Meißner verfasste auch zahlreiche Fabeln. Eine der bekanntesten ist Die Sonne und der Wind (eigentlich Sonne und Wind betitelt) und wird oft irrtümlicherweise Johann Gottfried von Herder zugeschrieben.

## Kriminalgeschichten
Besondere Bedeutung für die deutsche Literatur erlangte er durch seine Begründung des neuen Genres der Kriminalgeschichten. Es hatte vor ihm bereits Darstellungen von Verbrechen in Form von Sensationsjournalismus und Sammlungen von Rechtsfällen gegeben, die teilweise sehr beliebt waren. Die Trennung von gesetzlicher und moralischer Zurechnung einer Tat machten aber erst August Gottlieb Meißners Erzählungen zu echten Bestsellern seiner Zeit. Er verlagerte den Schwerpunkt seiner Erzählungen von der Tat und der Bestrafung an sich zu deren psychologischen und sozialen Wurzeln. Der Leser wird mit dem Täter schon vor dessen krimineller Handlung bekannt gemacht und lernt die Umstände und Motive der Tat kennen und kann somit selbst die Tat beurteilen.
Meißners Darstellungen in den Erzählungen über Verbrechen wurde in Friedrich Schiller Der Verbrecher aus verlorener Ehre ebenso fortgesetzt wie in den Werken von Heinrich von Kleist. Der Kriminalroman entfaltete sich im 19. Jahrhundert zu einer begehrten Lektüre. Die Publikationen Meißners sind auch als Beitrag der Aufklärung zu sehen, die eine „Humanisierung“ der Rechtsprechung durch Einbeziehung sozialer und psychologischer Rahmenbedingungen des Verbrechens bewirkte. So nahm schon um 1800 die Bedeutung psychologischer Gutachten zu, die auch verstärkt in die Urteilsbildung einbezogen wurden.
Meißner veröffentlichte in seinen Skizzen (14 Bände, 1778–1796) über 50 Kriminalgeschichten, die sehr erfolgreich waren. Heute bieten sie außerdem auch einen guten Einblick in die damalige Zeit.
Hier einige Titel dieser Geschichten:
- Mord aus Schwärmerey
- Unkeusche, Mörderin, Mordbrennerin, und doch blos ein unglückliches Mädchen
- Blutschänder, Feuerleger und Mörder zugleich, den Gesetzen nach, und doch ein Jüngling von edler Seele
- Mörder seiner Verlobten und Räuber! dann eine Zeitlang redlicher Mann; seltsam entdeckt, noch seltsamer sich selbst angebend

Schon an den Titeln ist der Beitrag Meißners zur „Erfahrungsseelenkunde“ im Geist der Aufklärung abzuleiten. Mit dem Grundsatz „In jedem Menschen steckt ein Verbrecher“ wird das Menschenbild in einen sozialen Kontext gestellt.

### Ausgaben
- Kriminal Geschichten. Wien 1796. (Digitalisat und Volltext im Deutschen Textarchiv)
- Sämtliche Werke, hrsg. von Christoph Kuffner. 36 Bände. Doll, Wien 1811–1822.
- August Gottlieb Meißner: Kriminalgeschichten. Skizzen. Dreyzehnte und vierzehnte Samlung, hrsg. von A. Košenina und Sarah Seidel. Hannover: Wehrhahn 2019.